# Luciejów
Luciejów (prononciation [luˈt͡ɕejuf]) est un village de la gmina de Buczek, du powiat de Łask, dans la voïvodie de Łódź, situé dans le centre de la Pologne.
Il se situe à environ 4 kilomètres à l'ouest de Buczek (siège de la gmina), 10 kilomètres au sud de Łask (siège du powiat) et 41 kilomètres au sud-ouest de Łódź (capitale de la voïvodie).

## Administration
De 1975 à 1998, le village était attaché administrativement à l'ancienne voïvodie de Sieradz.

Depuis 1999, il fait partie de la nouvelle voïvodie de Łódź.